# Faceless World
Faceless World es el tercer álbum de estudio de la banda alemana de heavy metal U.D.O., publicado en 1990 por RCA Records. Esta es la primera producción grabada como un cuarteto, ya que luego de la salida del guitarrista Andy Susemihl, Udo Dirkschneider optó por no buscar un reemplazante. Cabe señalar que antes que renunciara Susemihl ayudó a componer tres de las canciones incluidas en el disco.
A diferencia de las producciones anteriores, este álbum incluyó una mayor atención en la melodía, como la inclusión de teclados y algunos arreglos orquestales que fueron realizados por el productor Stefan Kaufmann, exbaterista de Accept. A pesar de aquello, el disco fue bien recibido por la crítica especializada.

## Lista de canciones
Todas las canciones escritas por Udo Dirkscheider, Stefan Kaufmann y Mathias Dieth, a menos que se indique lo contrario.

| N.º | Título                  | Escritor(es)                                  | Duración |  |
| 1.  | «Heart of Gold»         |                                               | 5:00     |  |
| 2.  | «Blitz of Lightning»    |                                               | 4:23     |  |
| 3.  | «System of Life»        | Dirkschneider, Kaufmann, Dieth, Andy Susemihl | 4:12     |  |
| 4.  | «Faceless World»        |                                               | 6:31     |  |
| 5.  | «Stranger»              |                                               | 5:15     |  |
| 6.  | «Restricted Area»       |                                               | 3:09     |  |
| 7.  | «Living on a Frontline» | Dirkschneider, Kaufmann, Dieth, Susemihl      | 4:19     |  |
| 8.  | «Trip to Nowhere»       |                                               | 3:22     |  |
| 9.  | «Born to Run»           |                                               | 3:26     |  |
| 10. | «Can't Get Enough»      |                                               | 3:22     |  |
| 11. | «Unspoken Words»        |                                               | 5:13     |  |
| 12. | «Future Land»           | Dirkschneider, Kaufmann, Dieth, Susemihl      | 5:13     |  |

| Pistas adicionales en la versión aniversario de 2013 |                                                               |          |  |
| N.º                                                  | Título                                                        | Duración |  |
| 13.                                                  | «Living on a Frontline» (en vivo, tomado de Live from Russia) | 11:47    |  |
| 14.                                                  | «Heart of Gold» (en vivo, tomado de Live from Russia)         | 4:57     |  |
| 15.                                                  | «Heart of Gold» (videoclip)                                   |          |  |

## Posicionamiento en listas
| País     | Lista                | Máxima posición |
| -------- | -------------------- | --------------- |
| Alemania | Media Control Charts | 52              |
| Suecia   | Sverigetopplistan    | 37              |

## Músicos
- Udo Dirkschneider: voz
- Mathias Dieth: guitarra eléctrica y coros
- Thomas Smuszynski: bajo
- Stefan Schwarzmann: batería